# Amarnath

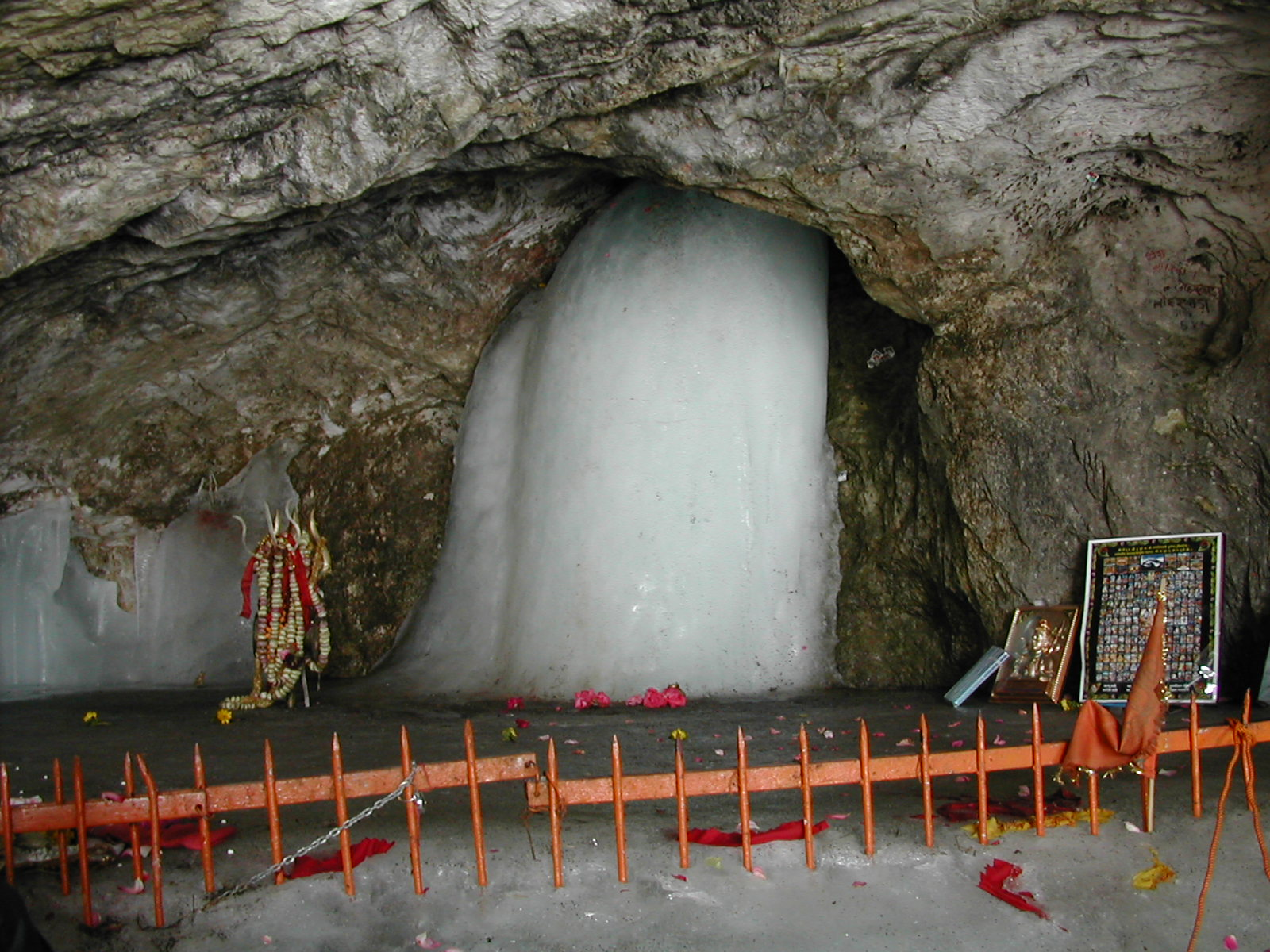
Lodowy śiwalingam w jaskini Amarnath

Jaskinia Amarnath (hindi: अमरनाथ गुफा trb. Amarnath gupha, ang. Amarnath caves) – jaskinia będąca jednym z najbardziej znanych miejsc kultu w hinduizmie, ciesząca się popularnością od pięciu tysięcy lat.
Wewnątrz jaskini znajduje się cyklicznie rosnący i zmniejszający się zgodnie z fazami księżyca, lodowy stalagmit, czczony przez wiernych jako Śiwa-lingam.

## Lokalizacja
Jaskinia znajduje się w indyjskim stanie Dżammu i Kaszmir, ok. 140 km na wschód od Srinagaru, na wysokości 3888 m n.p.m.

## Mitologia
Najstarsze istniejące wzmianki o kulcie Amarnath znajdują się w Puranach. Zgodnie z mitami hinduskimi, to właśnie w tej jaskini bóg Śiwa objawił swojej boskiej małżonce Parwati tajemnice życia i wszechświata.

## Amarnath jatra
Jaskinia stanowi od wieków cel pielgrzymek (jatra) dla hinduistów z całych Indii. Również obecnie cieszy się dużą popularnością. Zgodnie z tradycją, pielgrzymka powinna się rozpocząć w czasie pełni księżyca w miesiącu aszadha, i dotrzeć na miejsce podczas pełni w miesiącu śrawana (Śrawana purnima) – zwykle data ta wypada w sierpniu, po stopnieniu śniegów, które utrudniałyby dotarcie na miejsce. Istnieje kilka alternatywnych tras, lecz znakomita większość pielgrzymów rozpoczyna wędrówkę w miejscowości Pahalgam.